# فوسجين أوكزيم
فوسجين أوكزيم أو سي إكس هو مركب عضوي صيغته الكيميائية Cl2CNOH. يعد سلاحاً كيميائياً شديد الفعالية وخاصة عند استخدامه كمادة لاسعة. يوجد في صورة مادة صلبة عديمة اللون، ولكن الأشكال غير النقية منه تكون عادة على شكل مادة سائلة مصفرة اللون. بخار الفوسجين أوكزيم له رائحة قوية ومزعجة ويتسبب في تهيج شديد بالأنسجة.

## التاريخ والاستخدام العسكري
رغم أن كلاً من ألمانيا والاتحاد السوفييتي قامتا بتطوير الفوسجين أوكزيم قبل الحرب العالمية الثانية، إلا أنه لم يُذكر أنه استُخدم في ساحات القتال. وترجع أهمية الفوسجين أوكزيم العسكرية إلى قدرته على اختراق الملابس والمطاط بشكل أسرع من المواد الكيميائية الأخرى، وإلى قدرته على إحداث آثار شديدة وطويلة الأمد بشكل سريع.

## التحضير
يحضر الفوسجين أوكزيم عادةً باختزال الكلوروبيكرين:
Cl3CNO2 + 2 Sn + 5 HCl + H2O → Cl2C=N-OH + 2 H3O[SnCl3]
ويلاحظ أثناء التفاعل ظهور لون بنفسجي بشكل عارض، مما يدل على تكون مادة ثلاثي كلورونيتروزوميثان () كمادة وسيطة.

## أعراض التعرض لغاز سي إكس (فوسجين أوكزيم)
الفوسجين أوكزيم هو مادة منفطة (أي تتسبب في ظهور بثرات أو فقاقيع)، وهو سام عند التعرض له عن طريق الاستنشاق أو الابتلاع أو التلامس. وتظهر أعراض التسمم به بشكل شبه فوري. ولا تعرف حتى الآن أي مادة مضادة للتسمم بالفوسجين أوكزيم، وبالتالي فإن العلاج من أعراض التعرض له هو علاج عرضي بشكل عام.
عند تلامس الجلد مع الفوسجين أوكزيم ـ أو عند حقنه وريدياً ـ تظهر على الشخص أعراض الوذمة الرئوية، أما حقنه في الوريد البابي الكبدي فيُحدث نكرزة في خلايا الكبد، وهو ما يعني أن تأثير الفوسجين أوكزيم يختلف في حالة دخوله إلى الجسم عبر الدورة الدموية الكبرى عنه عند دخوله عن طريق الدورة البابية.
عادة ما يشكو من يتعرض للفوسجين أوكزيم من ألم شديد في الجلد والعينين، وصعوبة في الرؤية أو فقدان الرؤية بعد تعرض العينين لهذه المادة، واحتقان بالزور وبحة في الصوت وصعوبة في التنفس وألم بالصدر وسعال في حالة استنشاق الفوسجين أوكزيم.
وقد يشعر البعض برائحة لاذعة أو شبيهة برائحة الفلفل عند بداية التعرض لبخار الفوسجين أوكزيم، غير أن هذه الرائحة سرعان ما تزول بسبب التكيف.

### الجلد
يتسبب كل من سائل وبخار الفوسجين أوكزيم في تضرر الأنسجة التي تتعرض لهما؛ ففي خلال ثلاثين ثانية من التعرض للفوسجين أوكزيم يظهر أبيضاض مائل إلى اللون الرمادي ومحاط بدائرة حمامية (محمرة اللون)، ثم يتكون طفح بالجلد في خلال نصف ساعة. وقبل مرور 24 ساعة من التعرض تكتسب المنطقة المبيضّة الأصلية لوناً بنياً، ثم تتكون ندبة في تلك المنطقة بحلول أسبوع تتقشر وتنسلخ عن الجلد بعد حوالي 3 أسابيع.
قد يعتقد في البداية أن هذه الأعراض ناجمة عن التعرض لغاز الخردل، إلا أن الأعراض الجلدية للفوسجين أوكزيم تظهر بشكل أسرع بكثير من نظيرتها الناجمة عن التعرض لغاز الخردل، الذي يلزم مرور ساعات عديدة ليبدأ التهيج الجلدي الناشئ عن التعرض له.

### العين
عند فحص العين يلاحظ وجود التهاب في الملتحمة وتدميع بالعين وتورم بالجفون وتشنج بهما بعد دقائق قليلة من التعرض لهذه المادة. وقد يتسبب التعرض المكثف للفوسجين أوكزيم في حدوث التهاب بالقرنية والتهاب بقزحية العين وانثقاب بالقرنية وقد يصل الأمر إلى فقدان البصر.

### الجهاز التنفسي
عند فحص البلعوم الفمي والأنف قد يلاحظ وجود تهيج بالأغشية المخاطية، كما قد تلاحظ علامات الوذمة الرئوية عند فحص الصدر بالسماعة. وقد يؤدي التعرض الشديد للفوسجين أوكزيم إلى حدوث جلطات بالشريان الرئوي.

### الجهاز الهضمي
عند تعرض حيوانات التجارب لمادة الفوسجين أوكزيم نشأت عندها التهابات نزفية بالجهاز الهضمي.

## التطهير
مادة الفوسجين أوكزيم هي مادة عالية الذوبان في الماء، وهي مسببة لتآكل المعادن، كما أنها تتحلل عند تفاعلها مع المعادن. وهي تنحل مائياً بسرعة عند تفاعلها مع المواد القلوية، ويمكن استخدام المواد الممتزة مثل بودرة التلك عند التعرض لها.

## العلاج عند التعرض له
أهم ما يجب فعله عند التعرض للفوسجين أوكزيم هو إبعاد المصاب عن مصدر التعرض وإزالة المادة من على سطح الجسم (التطهير). ويكون التطهير بخلع جميع الملابس وتنظيف الجلد بشطفه بكميات كبيرة من الماء والصابون أو غسله بمحلول هيبوكلوريت تركيزه 0.5% أو استخدام مركبات راتنجية.
يستخدم الأكسجين في حالة وجود ضيق شديد في التنفس، كما ينبغي تركيب أنبوبة حنجرية وعمل مساعدة تنفسية في حالة تعرض المجرى الهوائي للفوسجين أوكزيم أو وجود أعراض رئوية متقدمة.

## وصلات خارجية
- EMedicine: Urticants, Phosgene Oxime
- Center for the Study of Bioterrorism: Phosgene Oxime
- Centers for Disease Control: Facts About Phosgene Oxime